# عثمان بن جلون
عثمان بن جلون، (به عربی: عثمان بن جلون) (زاده ۱۹۳۱) کارآفرین، سرمایه‌دار، بانکدار و بازرگان مراکشی است، که مالک و مدیر عامل اجرایی بانک بی‌ام‌سی‌ای می‌باشد.
عثمان بن جلون در ماه مارس ۲۰۱۴ با دارایی خالص ۲٫۸ میلیارد دلار از سوی مجله فوربز به‌عنوان ثروتمندترین فرد مراکش شناخته شد.